# Trolejbusová doprava v Minsku

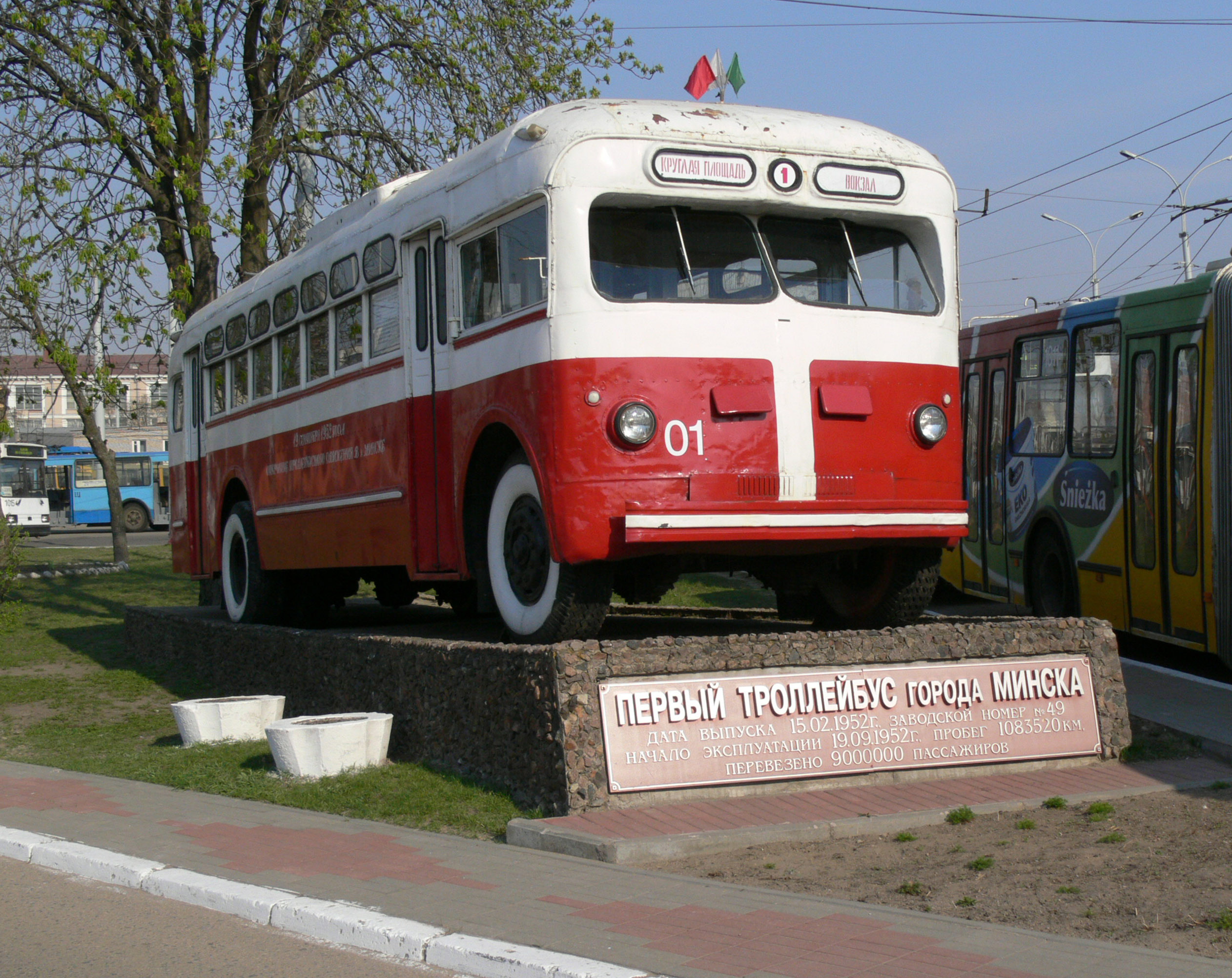
Památník prvnímu minskému trolejbusu z 50. let

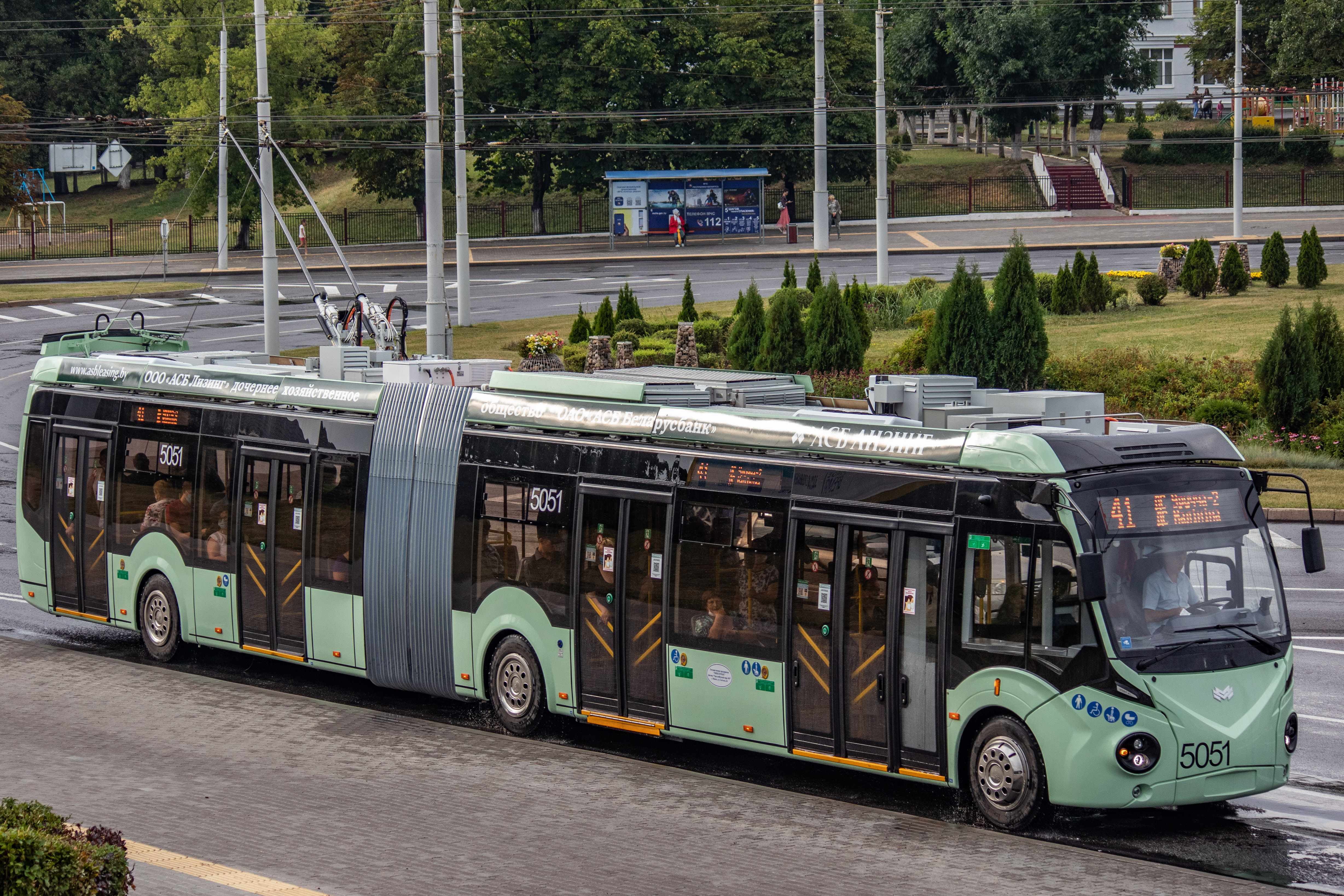
Současný trolejbus typu AKSM-43300D

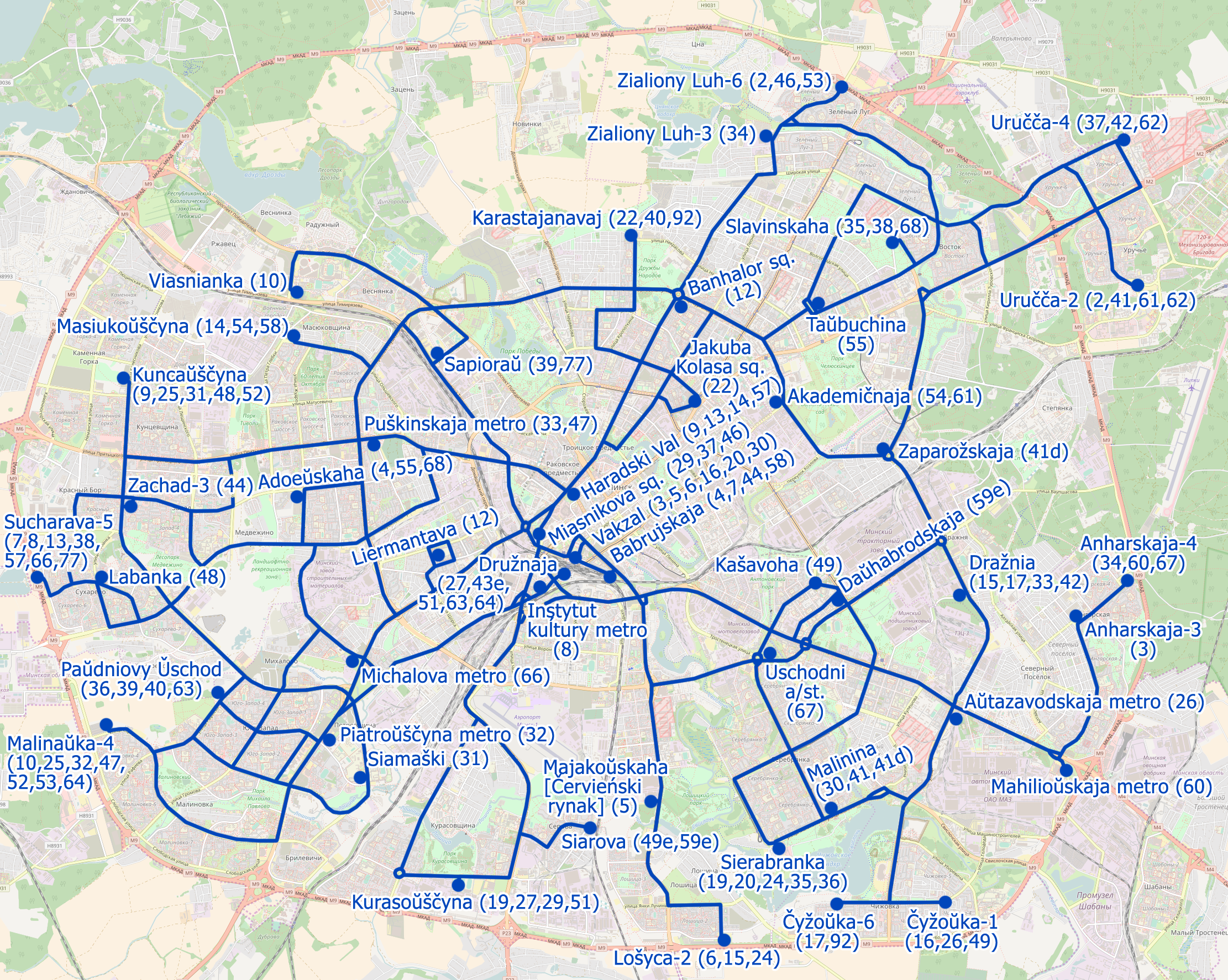
Mapa trolejbusové sítě v Minsku

V Minsku, hlavním městě Běloruska, se nachází síť trolejbusové dopravy. Jedná se o rozsáhlou síť, v jisté míře páteřní (doplňuje tramvaje a metro, hlavně v místech, kam ony nezasahují). Jsou zde v provozu desítky linek, na které se nasazují stovky vozidel mnoha typů.

## Historie
Trolejbusová síť zde zahájila provoz 19. září 1952, první trať spojila zdejší Pasažérské nádraží a Kruhové náměstí, celková délka tohoto prvního úseku činila přes 6 km, nasazeno bylo 5 trolejbusů. Do roku 1956 již existovalo 16 km tratí a sloužilo celkem 39 trolejbusů. V 60. letech pak již zdejší vozový park u tohoto druhu elektrické trakce čítal přes sto vozidel.

## Vozový park
Na počátku 21. století má vozový park přes tisíc trolejbusů, což ho činí druhý největší na světě hned po Moskvě. V provozu jsou vozy domácí výroby, převážně ze závodu Belkommunmaš, typy od AKSM-101 k až AKSM-333. Zastoupeny jsou ale také i velmi rozšířené ruské ZiU-9. Pořizována jsou nová vozidla (kolem 40-50 ročně), starší se modernizují. Pro budoucí léta existují velkolepé plány pořizování nových vozidel. Trolejbusy jsou deponovány v pěti vozovnách označených prostě čísly.